# Василь, Никола
Никола Василь (босн. Nikola Vasilj; род. 2 декабря 1995, Мостар, ФБиГ) — боснийский футболист, вратарь немецкого клуба «Санкт-Паули» и сборной Боснии и Герцеговины.

## Клубная карьера
Начал заниматься футболом в клубе «Межигорье». В 2010 году перешёл в юношескую команду клуба «Зриньски», а весной 2013 года дебютировал в основной команде в матчах чемпионата Боснии. За пять сезонов сыграл только 17 матчей в основной команде, из них 10 — в весенней части сезона 2012/13. Дважды отдавался в аренду в клубы низших лиг Боснии — «Игман Коньиц» и «Бранитель». В составе «Зриньски» трижды стал чемпионом страны, но в этих сезонах практически не выходил на поле.
В 2017 году перешёл в германский «Нюрнберг», но играл только за его вторую команду в региональной лиге. Летом 2019 года перешёл в клуб чемпионата Украины «Заря» (Луганск). Дебютный матч в высшей лиге сыграл 4 марта 2020 года против «Львова», а всего в первом сезоне сыграл 4 матча, из них в трёх не пропускал голов.

## Карьера в сборной
Имеет также гражданство Хорватии. Привлекался к играм юниорской (до 19 лет) и молодёжной сборной Боснии (до 21 года). Сыграл 2 матча в отборочном турнире молодёжного чемпионата Европы 2015 года.
11 марта 2021 года впервые получил вызов в сборную Боснии и Герцеговины новым главным тренером Ивайло Петевым для участия в матчах отборочного турнира чемпионата мира 2022 года против сборных Финляндии и Франции, а также в товарищеском матче против сборной Коста-Рики. 27 марта 2021 года дебютировал за сборную Боснии и Герцеговины в домашнем товарищеском матче против сборной Коста-Рики (0:0), выйдя в стартовом составе, но был заменён на 58-й минуте на Кенана Пирича.

## Достижения
«Зриньски»
- Чемпион Боснии и Герцеговины (3): 2013/14, 2015/16, 2016/17

«Заря»
- Бронзовый призёр чемпионата Украины (2): 2019/20, 2020/21.
- Финалист Кубка Украины: 2020/21